# انتون اریتا
انتون اریتا (انگلیسی: Antón Arieta؛ زادهٔ ۶ ژانویهٔ ۱۹۴۶ – ۷ مهٔ ۲۰۲۲) بازیکن فوتبال اهل اسپانیا بود.
از باشگاه‌هایی که در آن بازی کرده بود می‌توان به باشگاه فوتبال هرکولس و باشگاه فوتبال اتلتیک بیلبائو اشاره کرد.
وی همچنین در تیم‌های ملی فوتبال اسپانیا، و اسپانیا، بازی کرده بود.